# عبد النبي محمود
عبد النبي محمود هو لاعب كرة قدم مصري سابق، لعب لنادي الترسانة. فاز عبد النبي بلقب هدّاف الدوري المصري الممتاز في خامس موسم للدوري (1953–54) بعد أن أحرز 21 هدفًا.